# NV Corn's Swarttouw's constructiewerkplaatsen en machinefabriek
NV Corn's Swarttouw's constructiewerkplaatsen en machinefabriek was een  metaalonderneming  die bestond van 1911 tot 1971 te Schiedam, op diverse locaties. 

## Oprichting
Samen met de stuwadoor Cornelis Swarttouw richtte de technicus C.L. Verpoorte (1887-1953) in 1911 te Schiedam een metaalbedrijf aan de Buitenhavenweg op, bedoeld voor de reparatie van schepen en werktuigen van het stuwadoorsbedrijf. Het breidde al gauw zijn productieprogramma uit tot de fabricage van stalen ramen, centrale verwarming en broeikassen. Grote faam verkreeg het door de fabricage en montage van tankinstallaties, met name olie-opslaginstallaties. Verder deed men aan constructiewerk als (goederen)loodsen en aan bruggenbouw. 

## Groei en neergang
Al in 1913 zocht men naar uitbreiding en in 1914 kwam een nieuwe fabriek aan de Havenstraat in gebruik. In 1926 was er weer behoefte aan meer bedrijfsruimte en in 1927 werd een tweede bedrijfslocatie aan de Wilhelminahaven (Schiedam) in bedrijf genomen. In 1929 waren op beide locaties in het totaal een 600 arbeiders werkzaam.
In 1940 kwam een nieuw kantoorgebouw gereed maar de bezettingsperiode betekende verder een teruggang. Na 1945 werden de zaken weer opnieuw aangepakt, waarbij de eigen machinefabriek vooral voor de interne toelevering zorgde. Na het overlijden van oprichter Verpoorte kwamen G.N. Wols en een neef van Verpoorte, P.M., in de directie. Bij het 50jarig bestaan, in 1961, telde Swarttouw een 500 werknemers. Maar al spoedig daarna traden problemen op, kenmerkend voor de omslag in de Nederlandse metaalindustrie in de jaren zestig. In 1971 viel het doek, na mislukte onderhandelingen met een Britse overnamekandidaat. Het betekende ontslag voor een vierhonderdtal medewerkers.